# Agim Zeka
Agim Sali Zeka (Ludwigsburg, 6 september 1998) is een Albanees-Duits voetballer die als aanvaller voor Lille OSC speelt.

## Carrière
Agim Zeka speelde in de jeugd van KF Pristina en Skënderbeu Korçë, waar hij in het seizoen 2016/17 zes wedstrijden in het eerste elftal speelde. In de winterstop van dat seizoen vertrok hij voor een bedrag van € 300.000 naar Lille OSC, waar hij een contract tot medio 2021 ondertekende. Hij speelde alleen in het tweede elftal van Lille OSC en werd twee keer uitgeleend aan clubs uit de Portugese Segunda Liga: Varzim SC en Leixões SC.
In de winterstop van 2018/19 werd hij voor anderhalf jaar verhuurd aan Fortuna Sittard. Op 12 mei 2019 debuteerde hij voor Fortuna in de met 3-0 verloren uitwedstrijd tegen FC Groningen, waarin hij in de 76e minuut inviel voor Mark Diemers. Dit was zijn enige wedstrijd van het seizoen. In het seizoen erna, 2019/20, kwam hij iets vaker in actie. In de eerste weken van het seizoen kwam hij tot vijf invalbeurten. In de met 3-0 gewonnen bekerwedstrijd tegen ADO Den Haag begon hij wel in de basis, en scoorde hij in de 76e minuut de 3-0. Omdat hij weinig aan spelen toekwam, werd het huurcontract en keerde hij terug naar Lille.
In juli 2020 leende Lille hem een vierde keer uit, ditmaal aan zusterclub Royal Excel Moeskroen.

### Statistieken
| Seizoen                    | Club              | Land               | Competitie             | Competitie | Competitie | Beker | Beker | Totaal | Totaal |
| Seizoen                    | Club              | Land               | Competitie             | Wed.       | Dlp.       | Wed.  | Dlp.  | Wed.   | Dlp.   |
| -------------------------- | ----------------- | ------------------ | ---------------------- | ---------- | ---------- | ----- | ----- | ------ | ------ |
| 2016/17                    | Skënderbeu Korçë  | Vlag van Albanië   | Kategoria Superiore    | 3          | 0          | 3     | 0     | 6      | 0      |
| 2016/17                    | Lille OSC B       | Vlag van Frankrijk | CFA                    | 11         | 0          | –     | –     | 11     | 0      |
| 2017/18                    | Lille OSC B       | Vlag van Frankrijk | CFA                    | 9          | 1          | –     | –     | 9      | 1      |
| 2017/18                    | → Varzim SC       | Vlag van Portugal  | Segunda Liga           | 2          | 1          | 0     | 0     | 2      | 1      |
| 2018/19                    | → Leixões SC      | Vlag van Portugal  | Segunda Liga           | 3          | 0          | 1     | 0     | 4      | 0      |
| 2018/19                    | → Fortuna Sittard | Vlag van Nederland | Eredivisie             | 1          | 0          | 0     | 0     | 1      | 0      |
| 2019/20                    | → Fortuna Sittard | Vlag van Nederland | Eredivisie             | 4          | 0          | 1     | 1     | 5      | 1      |
| 2019/20                    | Lille OSC B       | Vlag van Frankrijk | Championnat National 2 | 0          | 0          | –     | –     | 0      | 0      |
| 2020/21                    | → Excel Moeskroen | Vlag van België    | Eerste klasse A        | 0          | 0          | 0     | 0     | 0      | 0      |
| Carrièretotaal             | Carrièretotaal    | Carrièretotaal     | Carrièretotaal         | 33         | 2          | 5     | 1     | 38     | 1      |
| Bijgewerkt op 30 juli 2020 |                   |                    |                        |            |            |       |       |        |        |